# Oliver Dragojević
Oliver Dragojević (Spalato, 7 dicembre 1947 – Spalato, 29 luglio 2018) è stato un cantante croato.

## Biografia
Oliver Dragojević cresce sull'isola dalmata di Curzola, e per tutta la vita si porta dentro un amore viscerale per il mare, tanto è vero che è stato un provetto pescatore e grande appassionato di navigazione.
Dragojević, in Croazia conosciuto semplicemente come Oliver, dal punto di vista musicale appare per la prima volta negli anni '70 al Festival di Spalato. Egli era influenzato dalle musiche folcloristiche dalmate. Il suo primo successo fu Picaferaj nel 1967. Molte delle sue prime canzoni furono in seguito scritte dal cantautore Zdenko Runjić. Le canzoni più famose sono Nadalina e le popolari "Dalmatian anthems", cioè Galeb i ja e Skalinada.
Negli anni '90 le sue canzoni sono influenzate più dalla tendenza della musica globale che non dalle canzoni folk.
Nel 1994 Oliver incide la cover di Bella senz'anima di Riccardo Cocciante, tradotta letteralmente in croato in Lijepa bez duše e inserita nell'album Neka nova svitanja.
Grazie alla sua collaborazione con Runjić registra molti altri album, che consolidano il suo successo.
Nel 2002 pubblica l'album Trag u beskraju, che viene realizzato in Italia, tra Milano e Vicenza, con gli arrangiamenti di Diego Michelon, e che vede come track-list la cover di un brano di Biagio Antonacci, Se è vero che ci sei.
A seguito della sua collaborazione con il cantante rock croato Gibonni (che ha scritto per Oliver la canzone Cesarica), nel 2007 tiene un grande concerto all'Arena romana di Pola.
Dragojević è considerato come uno dei cantanti più popolari del paese.
È morto nel 2018 all'età di 70 anni a seguito di un tumore polmonare.
Il governo croato ha dichiarato il 31 luglio del 2018 giornata di lutto nazionale per onorarlo. Quello stesso giorno due cannoniere lanciamissili della Marina militare croata hanno scortato il catamarano con a bordo il feretro di Oliver Dragojević lungo il tragitto da Spalato, dove era ricoverato, a Curzola, dove viveva ed è stato sepolto.
Nel 2024 la compagnia di navigazione statale Jadrolinija decide di intitolare a Dragojević il nuovo traghetto acquistato per servire la tratta Spalato-Vela Luka-Ubli.

## Discografia
- 1975 Ljubavna pjesma
- 1976 Našoj ljubavi je kraj
- 1976 Split 76'
- 1977 Malinkonija
- 1978 Poeta
- 1978 Molitva Za Magdalenu
- 1979 Vjeruj u ljubav
- 1980 Oliver 5
- 1981 Đelozija
- 1982 Jubavi, jubavi
- 1984 Evo mene među moje
- 1985 Svoju zvizdu slidin
- 1986 Za sva vrimene
- 1987 Oliver
- 1987 Pionirsko kolo
- 1988 Svirajte noćas za moju dušu
- 1989 Oliver u HNK
- 1991 Jedina
- 1992 Teško mi je putovati
- 1994 Neka nova svitanja
- 1994 Sve najbolje
- 1995 Vrime
- 1996 Oliver u Lisinskom
- 1997 Duša mi je more
- 1998 Štorija 1
- 1998 Štorija 2
- 1998 Štorija 3
- 1998 Štorija 4
- 1998 Štorija 5
- 2000 Dvi, tri riči
- 2001 Oliver u Areni
- 2002 Trag u beskraju
- 2003 Vjeruj u ljubav 2003
- 2004 Oliver: koncert
- 2005 Vridilo je
- 2006 The platinum collection
- 2006 A L'Olympia
- 2007 Kozmički dalmatinac
- 2009 Momenti
- 2010 Samo da je tu
- 2013 Tišina mora